# ادوار اوم اندکی
ادوار اوم اندکی (انگلیسی: Edouard Oum Ndeki; ۸ مهٔ ۱۹۷۶ – ۷ مارس ۲۰۰۹) بازیکن فوتبال اهل کامرون بود.
از باشگاه‌هایی که در آن بازی کرده است می‌توان به باشگاه فوتبال آنکاراگوچو اشاره کرد.
وی همچنین در تیم ملی فوتبال کامرون بازی کرده است.